# Sødring Vildtreservat
Sødring Vildtreservat er et vildtreservat, der ligger ved udløbet af Randers Fjord og et område op langs kysten til udløbet af Mariager Fjord.
Et område på 38 ha strandenge med tidevandsrender, som kaldes loer, blev fredet i 1978. I 1999 udlagde Miljø- og Energiministeriet det kystnære havområde til vildtreservat, et areal på i alt 2.255 ha fordelt på 25 ha på land og 2.230 ha i havet. Det bedst beskyttede område er de små holme Mellempolde ved udløbet af Randers Fjord, hvor der er færdsel forbudt fra 1. april til 15. juli af hensyn til ynglende kystfugle. I resten af området er jagt og brætsejlads forbudt i den sydlige del af reservatet ud for Sødring, mens der er forbud mod motorbådsjagt og opsøgende jagt i den øvrige del.